# Kruzsnó
Kruzsnó (szlovákul: Kružno) község Szlovákiában, a Besztercebányai kerületben, a Rimaszombati járásban.

## Fekvése
Rimaszombattól 8 km-re, északnyugatra fekszik. Délkeletről Rimaszombattal, továbbá keletről Bakostörék, nyugatról Susány, délről pedig Osgyán községekkel határos.

## Története
A trianoni diktátumig területe Gömör-Kishont vármegye Rimaszombati járásához tartozott.
1923-ban alapított település – ekkor még Susány külterülete, nem önálló. Akkor keletkezett, amikor korábbi birtokosa, Luzsinszky Henrik az ozsgyáni Štefan Stanislavnak adta el a területet. A felosztott birtokra telepes családok költöztek. Rövid időn belül 10 család és 95 lakos élt a településen. 1926-ban az északi szomszédságban fekvő Garažka településsel egyesítették. Lakói mezőgazdasággal és állattartással foglalkoztak. 1927-ben létesült a falu temetője és felépült haranglába is. Iskoláját 1929-ben alapították.
A község 1937-ben alakult meg, Susánytól elszakadva.

## Népessége
| Év:            | 1994. | 2004.   | 2014.   | 2024.   |
| -------------- | ----- | ------- | ------- | ------- |
| Emberek száma: | 323   | 352     | 366     | 360     |
| Eltérés:       |       | +8,97 % | +3,97 % | -1,63 % |

| Év:            | 2023. | 2024.   |
| -------------- | ----- | ------- |
| Emberek száma: | 359   | 360     |
| Eltérés:       |       | +0,27 % |

2001-ben 344 lakosából 339 szlovák volt.

## Külső hivatkozások
- Községinfó
- E-obce.sk Archiválva 2008. június 2-i dátummal a Wayback Machine-ben